# 松下優也
松下 優也（まつした ゆうや、1990年5月24日 - ）は、日本の歌手、俳優。音楽グループX4の元メンバー（2015年 - 2020年）。兵庫県西宮市出身。2020年10月から音楽活動はYOUYAとしてソロで行っていたが、2024年に松下優也名義での音楽活動を再開（英語表記:YOUYA）。身長180cm。

## 略歴
母子家庭に育つ。演歌好きの祖父母の影響で幼い頃から歌は好きだったが、小学6年生の12歳の時、『紅白歌合戦』にw-inds.が出ているのを見て「自分も歌って踊る人になりたい」と、オーディション雑誌を買い、スクールを探した。
中学3年生の時にNYへ単身渡米する。中学卒業後は高校には進学せず、音楽の勉強に専念する。
EXILE・柴咲コウ・CHEMISTRYなどヒット曲を手掛けるJin Nakamuraに見出され、2008年1月、エピックレコーズと契約し、11月26日にシングル「foolish foolish」でソロデビュー。2009年に映画『悲しいボーイフレンド』で俳優デビュー。2011年12月、東京国立代々木第一体育館で開催された『マイケル・ジャクソン トリビュート・ライブ』のソング・ステージにアーティストとして最年少出演した。
2014年12月28日、『YUYA MATSUSHITA LIVE TOUR 2014 〜6th ANNIVERSARY LIVE〜』のラストである渋谷公演にて、松下優也としての活動の無期限休止、また2015年3月20日よりX4のYUYAとして活動をスタートさせることを発表。
2016年NHK連続テレビ小説『べっぴんさん』に岩佐栄輔役として出演。出演が終了すると、「栄輔ロス」との声もあがった。
2020年3月31日、X4解散。
2020年4月、所属レーベルであった株式会社テイチクエンタテインメントとは契約満了となり、所属事務所の有限会社キャレスインターナショナルからは独立。新たな公式ファンクラブサイトをOPENさせた。
2020年10月、アーティストネーム「YOUYA」として音楽活動再開を発表。11月に1stシングル「Ghost」をリリース。
2022年3月1日、自身の個人事務所「Mars Art」立ち上げ
2023年8月24日、大手芸能事務所のアミューズに所属したことを発表。

## ディスコグラフィー

### シングル
| 全作曲: JIN NAKAMURA。 |                                            |                                    |              |      |
| #                      | タイトル                                   | 作詞                               | 作曲・編曲   | 時間 |
| 1.                     | 「foolish foolish」                        | kenko-p                            | JIN NAKAMURA | 4:36 |
| 2.                     | 「Mr."Broken Heart"」                      | 松下優也 / 鳥海雄介 / JIN NAKAMURA | JIN NAKAMURA | 3:41 |
| 3.                     | 「foolish foolish (REMIX) [English Ver.]」 | Kane Tominaga                      | JIN NAKAMURA | 4:20 |
| 4.                     | 「foolish foolish (Instrumental)」         |                                    | JIN NAKAMURA | 4:34 |
| 5.                     | 「Mr."Broken Heart" (Instrumental)」       |                                    | JIN NAKAMURA | 3:37 |

| 全作曲: JIN NAKAMURA。 |                                 |                       |              |      |
| #                      | タイトル                        | 作詞                  | 作曲・編曲   | 時間 |
| 1.                     | 「LAST SNOW」                   | H.U.B.                | JIN NAKAMURA | 4:50 |
| 2.                     | 「Close to you」                | 松下優也 / 荘野ジュリ | JIN NAKAMURA | 4:14 |
| 3.                     | 「I'm Sexy」                    | H.U.B.                | JIN NAKAMURA | 4:01 |
| 4.                     | 「LAST SNOW (Instrumental)」    |                       | JIN NAKAMURA |      |
| 5.                     | 「Close to you (Instrumental)」 |                       | JIN NAKAMURA |      |
| 6.                     | 「I'm Sexy (Instrumental)」     |                       | JIN NAKAMURA |      |

| #  | タイトル                             | 作詞       | 作曲         | 時間 |
| -- | ------------------------------------ | ---------- | ------------ | ---- |
| 1. | 「Honesty」                          | 荘野ジュリ | JIN NAKAMURA | 5:00 |
| 2. | 「願いがかなうなら…」                | kenko-p    | JIN NAKAMURA | 4:47 |
| 3. | 「Honesty -acoustic version-」       | 荘野ジュリ | JIN NAKAMURA | 5:21 |
| 4. | 「彼方へ -独唱- [bonus track]」      | 浅沼晋太郎 | 和田俊輔     | 3:28 |
| 5. | 「Honesty -instrumental-」           |            |              | 5:00 |
| 6. | 「願いがかなうなら… -instrumental-」 |            |              | 4:48 |

| 全作曲: JIN NAKAMURA。 |                             |                       |              |      |
| #                      | タイトル                    | 作詞                  | 作曲・編曲   | 時間 |
| 1.                     | 「Trust Me」                | 松下優也 / 荘野ジュリ | JIN NAKAMURA | 4:39 |
| 2.                     | 「ふたり」                  | 荘野ジュリ            | JIN NAKAMURA | 4:58 |
| 3.                     | 「Trust Me -Instrumental-」 |                       | JIN NAKAMURA | 4:39 |
| 4.                     | 「ふたり -Instrumental-」   |                       | JIN NAKAMURA | 4:59 |

| 全作曲: JIN NAKAMURA。 |                        |                   |              |      |
| #                      | タイトル               | 作詞              | 作曲・編曲   | 時間 |
| 1.                     | 「YOU」                | H.U.B. / 松下優也 | JIN NAKAMURA | 4:17 |
| 2.                     | 「Hallucination」      | 森雪之丞          | JIN NAKAMURA | 5:55 |
| 3.                     | 「YOU -Instrumental-」 |                   | JIN NAKAMURA |      |

| 全作曲: JIN NAKAMURA。 |               |               |              |      |
| #                      | タイトル      | 作詞          | 作曲・編曲   | 時間 |
| 1.                     | 「Bird」      | 前田たかひろ  | JIN NAKAMURA | 5:40 |
| 2.                     | 「4 Seasons」 | H.U.B.        | JIN NAKAMURA | 5:16 |
| 3.                     | 「L.o.L.」    | Satomi (作詞) | JIN NAKAMURA | 4:23 |

| 全作曲: JIN NAKAMURA。 |                          |             |              |      |
| #                      | タイトル                 | 作詞        | 作曲・編曲   | 時間 |
| 1.                     | 「Paradise」             | MASTERWORKS | JIN NAKAMURA | 5:13 |
| 2.                     | 「君の声」               | H.U.B.      | JIN NAKAMURA | 3:59 |
| 3.                     | 「Loving Loved」         | 松下優也    | JIN NAKAMURA | 4:07 |
| 4.                     | 「Paradise (Vocalless)」 |             | JIN NAKAMURA | 5:11 |

| #  | タイトル                                                      | 作詞                  | 作曲         | 時間 |
| -- | ------------------------------------------------------------- | --------------------- | ------------ | ---- |
| 1. | 「Naturally」                                                 | 荘野ジュリ / 松下優也 | JIN NAKAMURA | 4:09 |
| 2. | 「Back to Love」                                              | 松下優也              | JIN NAKAMURA | 4:57 |
| 3. | 「Naturally (Vocalless)」                                     |                       | JIN NAKAMURA | 4:06 |
| 4. | 「どんなときも。」(ESCL-3683＜完全生産限定版＞収録)           | 槇原敬之              | 槇原敬之     | 4:18 |
| 5. | 「秘密の花園」(ESCL-3684＜完全生産限定版＞収録)               | Takashi Matsumoto     | 松任谷由実   | 3:29 |
| 6. | 「季節が君だけを変える」(ESCL-3685＜完全生産限定版＞収録)     | 氷室京介              | 布袋寅泰     | 4:03 |
| 7. | 「壊れかけのRadio」(ESCL-3686＜完全生産限定版＞収録)          | 徳永英明              | 徳永英明     | 5:05 |
| 8. | 「ラブ・ストーリーは突然に」(ESCL-3687＜完全生産限定版＞収録) | 小田和正              | 小田和正     | 4:48 |
| 9. | 「夢で逢えたら」(ESCL-3688＜完全生産限定版＞収録)             | 大瀧詠一              | 大瀧詠一     | 3:52 |

| #  | タイトル                                | 作詞          | 作曲          | 時間 |
| -- | --------------------------------------- | ------------- | ------------- | ---- |
| 1. | 「SUPER DRIVE」                         | H.U.B.        | JIN NAKAMURA  | 3:39 |
| 2. | 「ROCK WITH YOU」                       | Rod Temperton | Rod Temperton | 3:55 |
| 3. | 「Hot Girl!!」(＜初回生産限定盤＞収録)  | 松下優也      | JIN NAKAMURA  | 4:05 |
| 4. | 「Lonely Rain」(＜完全生産限定版＞収録) | H.U.B.        | JIN NAKAMURA  | 5:15 |

| #  | タイトル                                       | 作詞     | 作曲         | 時間 |
| -- | ---------------------------------------------- | -------- | ------------ | ---- |
| 1. | 「キミへのラブソング～10年先も～」             | 渡部辰雄 | JIN NAKAMURA | 5:42 |
| 2. | 「冬空」                                       | 松井五郎 | JIN NAKAMURA | 5:13 |
| 3. | 「キミへのラブソング～10年先も～ (Vocalless)」 |          | JIN NAKAMURA | 5:42 |
| 4. | 「Life in the dark」(<初回生産限定盤A>他 収録) | 松下優也 | JIN NAKAMURA | 4:13 |
| 5. | 「Dream on dreamer」(<初回生産限定盤D> 収録)   | 松下優也 | JIN NAKAMURA | 4:27 |
| 6. | 「Virtual World」(<初回生産限定盤E> 収録)      | 松下優也 | 松下優也     | 4:09 |

| #  | タイトル                       | 作詞       | 作曲         | 時間 |
| -- | ------------------------------ | ---------- | ------------ | ---- |
| 1. | 「SEE YOU」                    | 荘野ジュリ | JIN NAKAMURA | 5:05 |
| 2. | 「BEAUTIFUL GIRL」             | STY        | STY          | 3:17 |
| 3. | 「SEE YOU (アニメサイズVer.)」 |            |              | 1:31 |
| 4. | 「SEE YOU (Instrumental)」     |            |              | 5:02 |

| #  | タイトル | 作詞  | 作曲                        | 時間 |
| -- | -------- | ----- | --------------------------- | ---- |
| 1. | 「52」   | YOUYA | Avin / Slay / Chase / Minji | 3:20 |

| #  | タイトル                          | 作詞  | 作曲         | 時間 |
| -- | --------------------------------- | ----- | ------------ | ---- |
| 1. | 「21世紀少年 -21st Century Boy-」 | YOUYA | YOUYA / GRAY | 2:52 |

| #  | タイトル                       | 作詞             | 作曲                | 時間 |
| -- | ------------------------------ | ---------------- | ------------------- | ---- |
| 1. | 「スーサイド:) feat.向井太一」 | YOUYA / 向井太一 | Avin / Slay / Chase | 2:48 |

| #  | タイトル                                        | 作詞             | 作曲               | 時間 |
| -- | ----------------------------------------------- | ---------------- | ------------------ | ---- |
| 1. | 「スーサイド:) feat. 向井太一 (acoustic ver.)」 | YOUYA / 向井太一 | Avin / Slay /Chase | 2:52 |

| #  | タイトル    | 作詞                 | 作曲      | 時間 |
| -- | ----------- | -------------------- | --------- | ---- |
| 1. | 「Ride It」 | 松下優也 / ESME MORI | ESME MORI | 3:02 |

| #  | タイトル                  | 作詞                 | 作曲      | 時間 |
| -- | ------------------------- | -------------------- | --------- | ---- |
| 1. | 「Paradox」               | 松下優也 / T.Koizumi | Seiho     | 3:54 |
| 2. | 「Ride It」               | 松下優也 / ESME MORI | ESME MORI | 3:02 |
| 3. | 「Paradox(Instrumental)」 |                      |           |      |
| 4. | 「Ride It(Instrumental)」 |                      |           |      |

| #  | タイトル           | 作詞            | 作曲  | 時間 |
| -- | ------------------ | --------------- | ----- | ---- |
| 1. | 「That's My Life」 | 松下優也 / SHUN | Seiho | 3:19 |

### アルバム
| 全作詞・作曲: YOUYA、Yui Mugino & Nopublic Music。 |                   |                                    |                                    |                |      |
| #                                                  | タイトル          | 作詞                               | 作曲・編曲                         | 編曲           | 時間 |
| 1.                                                 | 「Dance With Me」 | YOUYA、Yui Mugino & Nopublic Music | YOUYA、Yui Mugino & Nopublic Music | Nopublic Music | 3:50 |
| 2.                                                 | 「Home」          | YOUYA、Yui Mugino & Nopublic Music | YOUYA、Yui Mugino & Nopublic Music | Nopublic Music | 2:51 |
| 3.                                                 | 「You Were Mine」 | YOUYA、Yui Mugino & Nopublic Music | YOUYA、Yui Mugino & Nopublic Music | Nopublic Music | 2:51 |
| 4.                                                 | 「Mars」          | YOUYA、Yui Mugino & Nopublic Music | YOUYA、Yui Mugino & Nopublic Music | Nopublic Music | 3:04 |
| 5.                                                 | 「Go Back」       | YOUYA、Yui Mugino & Nopublic Music | YOUYA、Yui Mugino & Nopublic Music | Nopublic Music | 3:36 |
| 6.                                                 | 「We Ride」       | YOUYA、Yui Mugino & Nopublic Music | YOUYA、Yui Mugino & Nopublic Music | Nopublic Music | 3:40 |
| 7.                                                 | 「Intersteller」  | YOUYA、Yui Mugino & Nopublic Music | YOUYA、Yui Mugino & Nopublic Music | Nopublic Music | 2:31 |
| 合計時間:                                          | 合計時間:         | 合計時間:                          | 22:23                              |                |      |

| #   | タイトル                                 | 作詞 | 作曲・編曲 | オリジナルアーティスト |
| --- | ---------------------------------------- | ---- | ---------- | ---------------------- |
| 1.  | 「スローなブギにしてくれ（I want you）」 |      |            | 南佳孝                 |
| 2.  | 「傘がない」                             |      |            | 井上陽水               |
| 3.  | 「行かないで」                           |      |            | 玉置浩二               |
| 4.  | 「最後の雨」                             |      |            | 中西保志               |
| 5.  | 「伝わりますか」                         |      |            | ちあきなおみ           |
| 6.  | 「ノンフィクション」                     |      |            | 平井堅                 |
| 7.  | 「僕が死のうと思ったのは」               |      |            | 中島美嘉               |
| 8.  | 「生きてることが辛いなら」               |      |            | 森山直太朗             |
| 9.  | 「ファイト!」                            |      |            | 中島みゆき             |
| 10. | 「僕が僕であるために」                   |      |            | 尾崎豊                 |

| 全作詞・作曲: YOUYA、Yui Mugino & Nopublic Music。 |                                                                           |                                    |                                    |                |      |
| #                                                  | タイトル                                                                  | 作詞                               | 作曲・編曲                         | 編曲           | 時間 |
| 1.                                                 | 「0120230524 interlude-(Prod. by NAKKID)」                                | YOUYA、Yui Mugino & Nopublic Music | YOUYA、Yui Mugino & Nopublic Music | Nopublic Music | 2:22 |
| 2.                                                 | 「So High (Prod. by YLUTRON)」                                            | YOUYA、Yui Mugino & Nopublic Music | YOUYA、Yui Mugino & Nopublic Music | Nopublic Music | 2:26 |
| 3.                                                 | 「Surrender (Prod. by YOSI, Reddy)」                                      | YOUYA、Yui Mugino & Nopublic Music | YOUYA、Yui Mugino & Nopublic Music | Nopublic Music | 3:44 |
| 4.                                                 | 「Take It Back feat.Los (Prod. by UGP)」                                  | YOUYA、Yui Mugino & Nopublic Music | YOUYA、Yui Mugino & Nopublic Music | Nopublic Music | 2:45 |
| 5.                                                 | 「Angel (Prod. by Stand Alone, Carlos Okabe)」                            | YOUYA、Yui Mugino & Nopublic Music | YOUYA、Yui Mugino & Nopublic Music | Nopublic Music | 3:38 |
| 6.                                                 | 「Ghost (Prod. by Avin)」                                                 | YOUYA、Yui Mugino & Nopublic Music | YOUYA、Yui Mugino & Nopublic Music |                | 5:07 |
| 7.                                                 | 「スーサイド:) feat.向井太一 (Prod. by Avin, Slay, Chase)」               | YOUYA、Yui Mugino & Nopublic Music | YOUYA、Yui Mugino & Nopublic Music | Nopublic Music | 2:48 |
| 8.                                                 | 「52 (Prod. by Avin, Slay, Chase, Minji)」                                | YOUYA、Yui Mugino & Nopublic Music | YOUYA、Yui Mugino & Nopublic Music | Nopublic Music | 3:21 |
| 9.                                                 | 「Band-Aid(Prod. by Cossoff,Dive,KIXO,Cheeze burger）」                   | YOUYA、Yui Mugino & Nopublic Music | YOUYA、Yui Mugino & Nopublic Music | Nopublic Music | 3:17 |
| 10.                                                | 「21世紀少年 -21stCentury Boy-(Prod.by GRAY)」                            | YOUYA、Yui Mugino & Nopublic Music | YOUYA、Yui Mugino & Nopublic Music | Nopublic Music | 3:02 |
| 11.                                                | 「スーサイド:)acoustic ver. feat.向井太一（prod. by Avin, Slar, Chase）」 | YOUYA、Yui Mugino & Nopublic Music | YOUYA、Yui Mugino & Nopublic Music | Nopublic Music | 2:54 |
| 合計時間:                                          | 合計時間:                                                                 | 合計時間:                          | 35:24                              |                |      |

### ベストアルバム
| 枚  | 発売日        | タイトル           |
| --- | ------------- | ------------------ |
| 1st | 2012年12月5日 | U 〜BEST of BEST〜 |

### LIVE DVD
| 枚  | 発売日        | タイトル                                          | 品番                                          | 規格    |
| --- | ------------- | ------------------------------------------------- | --------------------------------------------- | ------- |
| 1st | 2011年5月25日 | 20101225 〜Last Night Show〜                      |                                               |         |
| 2nd | 2012年3月14日 | Yuya Matsushita Live Tour 2011 〜SUPER DRIVE〜    |                                               |         |
| 3rd | 2020年6月10日 | YUYA MATSUSHITA LIVE TOUR 2019～BLACK NEVERLAND～ | TEX-35 初回生産限定プレミアム盤 TEX-36 通常盤 |         |
| 4th | 2022年6月22日 | YOUYA 1ST LIVE “OVERTURE”                         | JETBR002 - BLACK ver.                         | Blu-ray |
| 4th | 2022年6月22日 | YOUYA 1ST LIVE “OVERTURE”                         | JETBR003 - WHITE ver.                         | Blu-ray |

### ミュージックビデオ集
| 枚  | 発売日        | タイトル                |
| --- | ------------- | ----------------------- |
| 1st | 2012年12月5日 | U 〜BEST MUSIC VIDEOS〜 |

### その他
| 枚 | 発売日        | タイトル       | 歌手名   |                                                            |
| -- | ------------- | -------------- | -------- | ---------------------------------------------------------- |
| 1  | 2011年9月28日 | DISCOVER JAPAN | 鈴木雅之 | 収録曲『夢の中で会えるでしょう』にコーラスとしてゲスト参加 |

## タイアップ一覧
| 曲名                                    | タイアップ                                                                                          |
| --------------------------------------- | --------------------------------------------------------------------------------------------------- |
| foolish foolish                         | 『Music B.B.』11月度番組エンディングテーマ                                                          |
| LAST SNOW                               | TBS系『ランク王国』エンディングテーマ                                                               |
| Mr. "Broken Heart"                      | 映画『悲しいボーイフレンド』主題歌                                                                  |
| Trust Me                                | 毎日放送・TBS系アニメ『デュラララ!!』エンディングテーマ                                             |
| ふたり                                  | 映画『時をかける少女』挿入歌                                                                        |
| YOU                                     | 日本テレビ系『ライオンスペシャル第30回全国高等学校クイズ選手権』イメージテーマソング                |
| Hallucination                           | 『ミュージカル黒執事 -The Most Beautiful DEATH in The world- 千の魂と堕ちた死神』エンディングテーマ |
| Bird                                    | 毎日放送・TBS系アニメ『黒執事II』エンディングテーマ                                                 |
| 4 Seasons                               | 毎日放送『DRESS』 × 『神戸コレクション2010 A/W』公式テーマソング                                    |
| Paradise                                | 毎日放送・TBS系ドラマ『カルテット』主題歌                                                           |
| Paradise                                | 毎日放送『DRESS』エンディングテーマ                                                                 |
| Naturally                               | サンエー・インターナショナル『ナチュラルビューティーベーシック』CMソング                            |
| SUPER DRIVE                             | テレビ東京系『DANCE@TV』エンディングテーマ                                                          |
| SUPER DRIVE                             | 日本テレビ系『ハッピーMusic』2011年8月エンディングテーマ                                            |
| SUPER DRIVE                             | 毎日放送『DRESS』2011年8月度エンディング曲                                                          |
| キミへのラブソング〜10年先も〜          | テレビ東京系『DANCE@TV』オープニングテーマ                                                          |
| キミへのラブソング〜10年先も〜          | 毎日放送『MUSIC EDGE + Osaka Style』エンディングテーマ                                              |
| SEE YOU                                 | フジテレビ・ノイタミナ『夏雪ランデブー』オープニングテーマ                                          |
| Midnight Party（BLACK NEVERLAND収録曲） | 日本テレビ系『ウチのガヤがすみません！』2019年1月度エンディングテーマ                               |

## LIVE・EVENT
※…ゲスト 

### 2008年
- TANK! Presents Purchase of Future Vol.16（10月31日）※
- MINAMI WHEEL 2008（11月2日）※
- bayfm公開録音「LaLaport MUSIC JAM Vol.24」（11月22日）※
- フリーライブ「Merry Snow Christmas Live 2008」（12月13日）※
- WHAT'S UP? 07  08/09（12月18日）※
- FMKサテライトスタジオ「J-PIT」（12月25日）※

### 2009年
- 日本工学院ミュージックカレッジPresents 卒業LIVE'09 〜Mixed Color is free!!（2月1日）※
- WINTERNET '09 バレンタイン・スペシャルライブ@SHIBUYA-AX（2月14日）※
- SUNSHINE presents『KICK』Vol.1 organize by BRIDGET（2月24日）※
- FMS PREMIUM LIVE 「Together」（2月28日）※
- FMKスプリングフェスタ2009（3月8日）※
- HERBIS COLLECTION '09 SPRING/SUMMER（3月14日）
- 大阪FM802イベント「JAGURA presents GB STRUT」（3月28日）※
- 松下優也Live 2009〜Independence〜（6月24日・7月3日）
- 音霊 OTODAMA SEA STUDIO 2009〜5周年〜「SONG FOR BEACH」（7月6日）※
- SKY HIGH" MIHARA 2009（7月11日）※
- HEAVY RHYTHM（7月30日）
- 中越大震災復興5年祈念ライブ〜フェニックス ミュージック・フェス〜（8月2日）※
- AIR-G’ NOW & NEXT（9月18日）※
- 松下優也 Live 2009 〜Independence II〜（9月21日〜30日）
- KAINO生誕25周年記念イベント「Anniversary Grazie」（10月12日）※
- 松下優也 presents「HEAVY RHYTHM」（10月27日）
- PATi★Night Episode04「SOUL & ACT」（11月15日）
- RED RIBBON LIVE 2009 in OSAKA（11月23日）※
- 『KICK vol.6』 organize by BRIDGET（12月18日）※

### 2010年
- 松下優也 LIVE 2010〜Trust Me〜（3月24日）
- DANCE@LIVE2010（4月25日）※
- AIR-G' NOW&NEXT vol.3（5月20日）※
- 松下優也 20th Birthday Party（5月24日）
- 松下優也×JUNON『I AM ME』リリースイベント（6月2日）
- 松下優也 1stアルバム『I AM ME』発売記念イベント〜 MINI LIVE&握手会&ポラロイド撮影抽選会〜（6月3日 - 12日）
- Live Tour2010〜I AM ME〜（7月2日 - 11日）
- TBC 夏まつり2010（7月25日）※
- 音霊 OTODAMA SEA STUDIO 2010（7月28日）※
- 「お台場合衆国2010〜笑うBayには福きたる!!〜」めざましライブ（7月31日）※
- Zoom Super Stage 2010（8月11日）※
- MTV ZUSHI FES 10 supported by RIVIERA（8月14日）※
- PATi★Night ~Episode05~（9月4日）※
- cross fm SATURDAY SPECIAL 九州じゃらん 15th Anniversary in 天神（9月11日）※
- 松下優也presents〜「HEAVY RHYTHM」CIRCUIT2010〜（9月12日 - 25日）
- TOKYO PEOPLE'S DAY SPECIAL TOKYO HIGH SCHOOL ROCK'10（10月1日）※
- 電撃文庫 秋冬の陣 de デュラララヴァーズ in 中野（10月24日）※
- 東京工科大学/日本工学院専門学校 共催『第45回かまた祭』（10月30日）※
- LIVE 2010 〜Evolution of Me !!〜（11月3日 - 19日）
- Panasonic Beauty presents MINAMI WHEEL 2010（11月13日）※
- BEAT CONNECTION 2010（11月20日）※
- 20101225 〜Last Night Show〜（12月25日）

### 2011年
- 松下優也バレンタインイベント（2月12日 - 14日）
- GASTBY Styling Dance Contest ASIAN FINAL（2月19日）※
- MJ（3月4日）
- FM岡山公開録音「CRED Spring Live Flash」（3月5日）※
- 松下優也1stアーティストブック『18-20』発売記念イベント（4月16日）
- SAPPORO COLLECTION 2011（4月29日）※
- HEAVY RHYTHM -TOKYO-（5月24日）
- FanimeCon 2011（5月28日）※
- MTV LIVE DAM Sing for Smile Tour VMAJ in NAGOYA（6月17日）※
- SHOCK!! Vol.2（6月29日）※
- めざましライブ（7月22日）※
- 松下優也Live Tour 2011（8月6日 - 9月19日）
- OPPORTUNITY Vol.10（8月31日）※
- Live Tour 2011 〜SUPER DRIVE〜 Final !!（9月25日）
- OTODAMA ISLAND STUDIO 〜音霊後夜祭2011〜（10月1日）※
- ラゾーナ川崎プラザ 5th Anniversary Fes.（10月2日）※
- DANCE@HERO JAPAN（10月3日）※
- FOG BAR Presents 4AUDITION 最終審査（10月10日）※
- Noz Girls Collection FM802 BEAT BOUNCE STYLE（11月13日）※
- Yuya Matsushita 3rd Anniversary Special Live（11月14日・16日）
- MICHAEL JACKSON TRIBUTE LIVE（12月13日）※
- WORLD WIDE -DANCE COLLECTION 2011（12月18日）※
- Live 2011 〜Christmas Live @ Hometown〜（12月24日）

### 2012年
- バレンタイン・スペシャルライブ '12 supported by Ghana（2月12日）※
- LIVE TOUR 2012〜2U〜SUPPORTED BY SHIONOGI（3月2日 - 5月27日）[15]
- ECO LIVE SENDAI vol.7（3月3日）
- HAPPY JACK 2012（3月18日）※
- Q PROJECT Presents HARAJUKU SOUND COLLECTION（5月3日）※
- SOUL POWER SUMMIT 2012（7月15日）※
- 音霊 OTODAMA SEA STUDIO 2012（8月1日）※
- （8月21日 - 9月15日）
- 「SEE YOU」発売記念プレミアムイベント（9月30日）
- 4th Anniversary Live 〜4U〜（11月26日）
- 年末スペシャルライブ（12月18日 - 20日）

### 2013年
- LIVE TOUR 2013（1月11日〜2月27日）
- PATi★Night 〜Episode 09〜「Clap! Clap!」（2月17日）※
- HIPS vol.11 〜REBORN〜（3月10日）※
- 第5回「だんぜん!!LIVE supported by LIVE DAM（4月2日）※
- CODE-V×松下優也 Spring Special Stage supported by イムズ（4月5日）
- だんぜん!!FES（7月21日）※
- LIVE TOUR 2013 〜SING A SONG〜（9月4日 - 23日）
- 2ndアーティストブック『21-23』購入者対象イベント（10月14日）
- YUYA MATSUSHITA 5th Anniversary Live（11月26日・28日）
- YUYA MATSUSHITA Xmas Live 2013（12月22日・24日）

### 2014年
- YUYA MATSUSHITA 5th Anniversary Live<追加公演>（1月5日・11日）
- BAM!〜Bon Voyage〜（1月12日）※
- YUYA MATSUSHITA〜FAN☆MEETING☆2014〜（5月5日・6日）
- YUYA MATSUSHITA〜24th Birthday Special Live〜（5月22日）
- Live Tour 2014 Summer（7月3日 - 11日）
- 吉田栄作 LIVE 〜 Chapter II 2014 〜（7月25日）※
- 音霊 OTODAMA SEA STUDIO 2014 SUMMER MOTION 2014 supported by movement（8月2日）※
- MTV ZUSHI FES 14 supported by RIVIERA MTV ZUSHI FES 14（8月8日）※
- YUYA MATSUSHITA LIVE TOUR 2014 〜6th ANNIVERSARY LIVE〜（11月28日 - 12月28日）

### 2017年
- 写真集『松下優也写真集 26』発売記念イベント（2月26日・3月18日）[16]
- 松下優也 Anniversary Live（11月25日・26日・29日・12月5日・7日）
- 松下優也 Anniversary Live再追加公演「ファンクラブ特別編〜クリスマス&大忘年会〜」（12月19日・26日）

### 2018年
- YUYA MATSUSHITA LIVE 2018 LIKE 4 LIKE TOUR（1月5日 - 2月2日）
- 松下優也『28 Debut 10 th Anniversary Book-』特典会（2月3日、大阪 / 2月4日、東京）
- ワンマンライブ｢BLACK NEVERLAND｣（9月5日・6日〔追加公演〕9月11日・19日・27日、渋谷WWWX）[17]

### 2019年
- SWISH New Year SPECIAL 2DAYS -DAY2- @渋谷ストリームホール（1月5日）※
- インターネットサイン会 第一回（1月30日）
- インターネットサイン会 第二回（3月13日）
- インターネットサイン会 第三回（3月29日）／機材トラブルにより中断延期
- アルバム『BLACK NEVERLAND』リリースイベント（1月8日～3月31日）
- LIVE TOUR 2019～10th Anniversary～（3月20日～3月31日）
- SWISH TOUR 2019 ～Spring Edition～ SHIZUOKA SWISH @LIVE ROXY SHIZUOKA（4月6日）※
- BBB NAKAMA FES in KAWASAKI（4月27日）※
- インターネットサイン会 第三回（4月30日）／3月29日延期分
- 知念里奈 Premium Concert Vol.1（11月21日）※
- YUYA MATSUSHITA 11th ANNIVERSARY SPECIAL PROGRAM（11月26日）

### 2020年
- YUYA MATSUSHITA THE PREMIUM SHOW 302020（12月12日・13日）

### 2021年
- YUYA MATSUSHITA 31 FAN MEETING（7月7日・19日）
- YOUYA 1st LIVE "OVERTURE"（11月6日）
- YOUYA X’mas FAN MEETING（12月21日 大阪／23日 東京）

### 2022年
- YOUYA Billboard Live Tour 2022（2月17日 横浜／3月7日 大阪）
- YOUYA - SHOW ME THE “SUMMER” FUTURE（8月26日 大阪）※
- THE PARTY in PARCO劇場～VARIETY SHOW & MY FAVORITE SONGS～（11月15日・16日・17日 東京）[18]
- TWO MAN LIVE 「With Me!」（11月20日 大阪）（YOUYA・MORISAKI WIN）
- YOUYA 21世紀少年TOUR 2022-LIVE & FAN MEETING-（12月12日～12月22日 大阪 / 福岡 / 東京）[19]
- Thanks Musical Concert 『A Gift For You』（12月27日 東京）

### 2023年
- YOUYA Billboard Live Tour 2023（5月18日 横浜／5月24日 大阪）
- This is us!!  ～ミュージカル 『DEVIL』スペシャルコンサート～（7月2日 東京）※
- YUYA MATSUSHITA PREMIUM FAN MEETING（7月20日 大阪）
- YUYA MATSUSHITA FAN MEETING.ICHI（11月11日 東京）
- 向井太一 「THE LAST TOUR」ライブツアー （11月15日 名古屋）※

### 2024年
- Amuse Presents SUPER HANDSOME LIVE 2024 “WE AHHHHH！”（3月22日、23日昼公演のみ　東京）
- "IN THE HEIGHTS" SPECIAL EVENT（5月31日 東京）[20]

- 松下優也 LIVE 2024 "Mirror Maze"（6月28日 東京）[21]
- YUYA MATSUSHITA Talk Event 2024 .NI（8月4日 東京）[22]
- 松下優也 - YOUYA "That’s My Life" Release Party（11月7日 東京、11月11日 大阪）[23]
- TRUMP series 15th Anniversary FINAL「繭期極夜会」（12月13日 東京）[24]

### 2025年
- CONCERT「THE BEST New HISTORY COMING」（2月18日・19日、東京）※[25][26]
- YUYA MATSUSHITA 1st Musical Concert 2025 MAVERICK（7月12日 東京）[27]

## 出演

### 舞台
- 音楽舞闘会 黒執事 〜その執事、友好〜（2009年） - 主演・セバスチャン・ミカエリス 役
  - ミュージカル黒執事 -The Most Beautiful DEATH in The World- 千の魂と堕ちた死神（2010年、赤坂Actシアター 他）
  - ミュージカル黒執事 -The Most Beautiful DEATH in The World- 千の魂と堕ちた死神（2013年6月、赤坂Actシアター 他） [28]
  - ミュージカル「黒執事」地に燃えるリコリス（2014年9月 - 10月、東京 / 大阪 全34公演）
- ミュージカル『ドリームハイ』（2012年） - 主演・ソン・サムドン 役
- バグズグバリュー 〜even more BURSTING〜（2013年3月）
- 『THE ALUCARD SHOW』（ジ・アルカード・ショー）（2013年8月、AiiA 2.5 Theater Tokyo） - 主演ブラド  役[29]
- 私のホストちゃん（2013年10月、青山劇場）- 影規 役
  - 私のホストちゃん〜血闘！福岡中洲編〜（2014年12月） - 影規 役（ゲスト出演）
  - 私のホストちゃん THE PREMIUM（2019年2月6日） - 影規 役（ゲスト出演）
- Paco〜パコと魔法の絵本〜 from「ガマ王子vsザリガニ魔人」（2014年2月 - 3月、東京 / 金沢 / 仙台 / 大阪 / 広島 / 名古屋 / 福岡 / 南相馬 全37公演） - 室町 役
- ブロードウェイ・ミュージカル『IN THE HEIGHTS（イン・ザ・ハイツ）』 - 主演・ベニー  役
  - ブロードウェイ・ミュージカル 『IN THE HEIGHTS』（初演）（2014年4月 - 5月、東京 / 大阪 / 福岡 / 神奈川）[30]
  - ブロードウェイ・ミュージカル『IN THE HEIGHTS』（再々演）（2024年9月 - 10月、東京 / 京都 / 愛知 /神奈川）[31][32]
- タンブリングFINAL（2014年6月 - 7月、横浜 / 大阪 / 東京 全14公演） - 主演・望月宙 役
- エンターテイメント・パフォーマンスショー『THE ALUCARD SHOW』（ジ・アルカード・ショー）（2014年11月、東京 全15公演） - 主演・ヴラド  役
- ミュージカル『モンティ・パイソンのSPAMALOT』（2015年2月 - 3月、東京 / 大阪 / 福岡） - デニス・ガラハッド卿 役[33]
- ミュージカル『花より男子』（2016年1月 - 2月、東京 / 福岡 / 愛知 / 大阪）- 道明寺司 役
- 暁のヨナ（2016年3月、EX THEATER ROPPONGI） - ハク 役
- 僕だってヒーローになりたかった（2017年7月、東京 / 兵庫）- 坂田龍馬 役
- ミュージカル 『Romale（ロマーレ）〜ロマを生き抜いた女 カルメン〜』（2018年3月 - 4月、東京 / 大阪） - ホセ 役
- 新感線☆RS『メタルマクベス』disc1（2018年7月 - 8月、IHIステージアラウンド東京） - レスポールJr. / 元きよし 役[34]
- 座・ALISA『キセキのうた』〜私たちの『今』を歌おう〜（2018年9月、大阪 / 愛知）- ストーリーテラー
- 舞台『黒白珠』（2019年6月 - 7月、東京 / 兵庫 / 愛知 / 長崎 / 福岡）- 信谷勇 役[35]
- 音楽劇『ロード・エルメロイII世の事件簿 -case.剥離城アドラ-』（2019年12月 - 2020年1月、千葉 / 東京 / 大阪 / 福岡 / 東京） - 主演・ロード・エルメロイII世 役[36]
- ミュージカル「サンセット大通り」（2020年3月、東京）- ジョー・ギリス 役
- ミュージカル「ハウ・トゥー・サクシード」（2020年9月4日 - 20日 東京  / 10月3日 - 9日 大阪） - バド 役
- 舞台「ドクター・ブルー」〜いのちの距離〜（2021年1月23日 - 2月28日 東京 / 大阪）- 水木一真 役[37]
- ハートフル音楽劇『イキヌクキセキ〜十年目の願い〜』（2021年7月2日 - 11日 神奈川 / 7月16日 - 18日 大阪） - 高橋亘 役[38]
- ミュージカル「ジャック・ザ・リッパー」（2021年9月9日 - 29日、日生劇場 / 10月8日 - 10日、フェニーチェ堺）- アンダーソン 役（Wキャスト：加藤和樹）[39]
- ミュージカル「ハウ・トゥー・サクシード」（2021年11月20日 - 12月7日 東京 / 12月14日 - 16日 大阪） - バド 役[40]
- TRUMPシリーズ ミュージカル「ヴェラキッカ」（2022年1月15日 - 23日 東京 / 2月2日 - 6日 大阪）- シオン・ヴェラキッカ 役[41]
- ミュージカル「るろうに剣心 京都編」（2022年5月17日 - 6月24日 東京） - 四乃森蒼紫 役[42][注 1]
- ブロードウェイミュージカル「バイ・バイ・バーディー」（2022年10月18日 - 30日 神奈川 / 11月5日 - 7日 大阪 / 11月10日 東京 上演予定） - コンラッド・バーディー 役[44]
- ミュージカル「太平洋序曲」（2023年3月 東京 / 4月 大阪 ）- 狂言回し 役（Wキャスト：山本耕史）
- 音楽劇「浅草キッド」（2023年10月 東京 / 10・11月 大阪 / 11月 愛知）- 高山三太 役
- ミュージカル「ジョジョの奇妙な冒険 ファントムブラッド」（2024年2月 東京 / 3月 北海道 / 4月 兵庫）- 主演・ジョナサン・ジョースター 役（Wキャスト：有澤樟太郎） [45]
- ミュージカル『ケイン&アベル』（2025年1月 - 3月、東京 / 大阪） - アベル・ロスノフスキ 役[46]
- ブロードウェイミュージカル『キンキーブーツ』（2025年4月 - 6月、東京 / 大阪） - ローラ / サイモン 役（Wキャスト：甲斐翔真）[47]
- ミュージカル『マリー・キュリー』（2025年10月 - 11月〈予定〉、東京 / 大阪） - ピエール・キュリー 役（Wキャスト：葛山信吾）[48]
- COCOON PRODUCTION 2026『クワイエットルームにようこそ The Musical』（2026年1月 - 2月〈予定〉、東京 / 京都 / 岡山） - 焼畑鉄雄 役[49]

### テレビドラマ
- カルテット（2011年1月20日 - 3月24日、MBS・2011年1月19日 - 3月28日、TBS）- 主演・タケル 役
- 明日の光をつかめ2（2011年7月4日 - 9月2日、東海テレビ） - 加賀美蓮 役[4]
- ピロートーク〜ベッドの思惑〜（2012年10月4日 - 12月24日、関西テレビ） - カケル 役
- 私のホストちゃんS〜新人ホストオーナー奇跡の密着6カ月〜（2014年4月2日 - 9月24日、テレビ朝日）  - 主演・影規 役
- 民王スペシャル〜新たなる陰謀〜（2016年4月15日、テレビ朝日） - 南部航平 役
- 連続テレビ小説 べっぴんさん（2016年10月3日 - 2017年4月1日、NHK総合） - 岩佐栄輔 役
- アシガール（NHK総合） - 羽木成之 役[50]
  - （2017年9月23日 - 12月16日）
  - アシガールSP 〜超時空ラブコメ再び〜（2018年12月24日）
- インハンド 第3話 - 第5話（2019年4月26日 - 5月10日、TBS） - 入谷廻 役[51]
- そろばん侍 風の市兵衛SP〜天空の鷹〜（2020年1月3日、NHK） - 上林源一郎 役[52]
- 未恋〜かくれぼっちたち〜（2025年1月10日 - 、関西テレビ・フジテレビ） - 桔川悠 役[53]

### 映画
- 悲しいボーイフレンド（2009年・ジョリー・ロジャー） - 岩津中（中学時代）役
- 時をかける少女（2010年） - 門井徹 役
- ヒカリ、その先へ（2010年） - 主演
- 明烏（2015年） - No.1ホスト ヒロ役[54]

### ネットムービー
- 時をかける少女 スピンオフムービー「光の惑星」（2010年） - 主演 ヒロ役

### ネットドラマ
- フェイス -サイバー犯罪特捜班-（2017年7月11日 - 配信開始、Amazonプライム・ビデオ）[55] - 太宰修司 役

### CM
- シオノギ製薬「ポポンSプラス」（2012年 - ） - ウェイター役

### ラジオ
- CROSS FM「松下優也の裏事情」（2008年12月 - 2009年12月）  -レギュラー放送
- CROSS FM「松下優也の裏事情」（2010年5月 - 2010年7月） - レギュラー放送
- CROSS FM「松下優也の裏事情〜三度目の正直」（2012年2月） - 期間限定放送
- CROSS FM「松下優也のBLACKNEVERLAND」（2019年1月8日 - 3月26日 全12回） - レギュラー放送

## 書籍
- 2011年02月25日 松下優也 1stアーティストブック「18‐20」（ソニー・マガジンズ）
- 2013年09月13日 松下優也 2ndアーティストブック「21‐23」（エムオン・エンタテイメント）
- 2015年10月17日 写真集「2.5次元男子」（小学館） - 廣瀬智紀・鳥越裕貴・太田基裕・佐藤流司と合同[56]
- 2017年02月24日 松下優也写真集 26（主婦と生活社）[3][16]
- 2020年12月09日 松下優也写真集「30-Superfluid-」（東京ニュース通信社）
- 2023年11月22日 松下優也写真集「ショートバケーション」（東京ニュース通信社）[57]